# Bloody Milkshake
Pour plus de détails, voir Fiche technique et Distribution.
Bloody Milkshake ou Explosives au Québec (Gunpowder Milkshake) est un film d'action américano-germano-français coécrit et réalisé par Navot Papushado (en), sorti en 2021.

## Synopsis
Comme sa mère, Sam est tueuse à gages. Elle travaille pour une organisation appelée « la Firme ». Alors qu'elle doit exécuter un contrat, elle se retrouve confrontée à un dilemme : mener à bien sa mission ou sauver la vie d'une petite fille.

## Fiche technique
Sauf indication contraire, les informations mentionnées dans cette section peuvent être confirmées par la base de données cinématographiques IMDb,  présente dans la section « Liens externes ».
- Titre original : Gunpowder Milkshake
- Titre français : Bloody Milkshake
- Titre québécois : Explosives
- Réalisateur : Navot Papushado (en)
- Scénario : Ehud Lavski et Navot Papushado
- Musique : Haim Frank Ilfman
- Direction artistique : Anna Bucher et Wolfgang Metschan
- Décors : David Scheunemann
- Costumes : Louise Frogley
- Photographie : Michael Seresin
- Montage : Nicolas De Toth
- Production : Christoph Fisser, Alex Heineman, Henning Molfenter, Andrew Rona et Charlie Woebcken

Production déléguée : Shana Eddy-Grouf, Luc Étienne, Ron Halpern et Aharon Keshales
- Sociétés de production : The Picture Company, Babelsberg Studio et StudioCanal GmbH avec la participation de Canal+ et Ciné+
- Sociétés de distribution : Netflix (États-Unis et Canada), STX Entertainment (Amérique latine et Chine), Studiocanal (France et Allemagne)
- Pays d'origine :  États-Unis,  Allemagne,  France
- Langue originale : anglais
- Format : couleur
- Genres : action, thriller
- Durée : 114 minutes
- Dates de sortie[2] :
  - États-Unis et Canada : 14 juillet 2021 (sortie limitée dans les salles de cinémas et sur Netflix)
  - France : 21 juillet 2021 (au cinéma)
  - Allemagne : 2 décembre 2021 (au cinéma)
- Interdit aux moins de 12 ans lors de sa sortie en salles, mais interdit aux moins de 16 ans lors de diffusion télévisée en France
- R-Restricted aux États-Unis

## Distribution
- Karen Gillan (VF : Laëtitia Lefebvre) : Sam
  - Freya Allan (VF : Clara Quilichini) : Sam, jeune
- Lena Headey (VF : Laurence Bréheret) : Scarlet
- Angela Bassett (VF : Daria Levannier) : Anna May
- Michelle Yeoh (VF : Déborah Perret) : Florence
- Paul Giamatti (VF : Renaud Marx) : Nathan
- Carla Gugino (VF : Odile Cohen) : Madeleine
- Ralph Ineson (VF : Thierry Hancisse) : Jim McAlester
- Ivan Kaye (VF : Augustin Jacob) : Yankee
- Michael Smiley (VF : Nicolas Marié) : Dr Ricky
- Adam Nagaitis (VF : Olivier Augrond) : Virgil
- Samuel Anderson : David
- Jack Bandeira (en) : Crow
- Chloe Coleman (en) (VF : Victoire Pauwels) : Emily
- Ed Birch : Pyotr

## Production
En avril 2018, le projet est annoncé lors du American Film Market (en), avec Studiocanal et The Picture Company qui acquièrent les droits.
En janvier 2019, Karen Gillan est choisie pour le rôle principal. En février, Lena Headey est engagée. Elle est rejointe par Angela Bassett en avril, puis par Paul Giamatti, Michelle Yeoh, Carla Gugino et Ivan Kaye en mai,,,,,. En juin, Adam Nagaitis et Ralph Ineson rejoignent le film,.
Le tournage a lieu du 3 juin au 20 août 2019, à Berlin.

## Accueil
En février 2020, STX Entertainment acquiert les droits de distribution pour le Canada et les États-Unis.
En avril 2021, Netflix rachète finalement les droits pour les États-Unis.